# اولوپاتادین
اولوپاتادین (انگلیسی: Olopatadine) که با نام تجاری اوپاتانول نیز فروخته می‌شود، دارویی است که برای کاهش علائم ورم ملتحمه آلرژیک و رینیت آلرژیک (تب یونجه) استفاده می‌شود. به عنوان قطره چشم یا اسپری بینی استفاده می‌شود. قطره‌های چشمی معمولاً در عرض نیم ساعت باعث بهبودی می‌شود.
عوارض جانبی شایع عبارتند از سردرد، گلودرد، ناراحتی چشم، تغییر طعم. عوارض جانبی مهم‌تر ممکن است شامل خواب‌آلودگی باشد. مشخص نیست که آیا استفاده در دوران بارداری یا شیردهی ایمن است. این دارو یک آنتی هیستامین و تثبیت‌کننده ماست‌سل است.
اولوپاتادین در سال ۱۹۸۶ ثبت اختراع شد و در سال ۱۹۹۷ مورد استفاده پزشکی قرار گرفت. این دارو به عنوان یک داروی عمومی در دسترس است. در سال ۲۰۱۷، با بیش از یک میلیون نسخه، دویست و هفتادمین داروی رایج در ایالات متحده آمریکا بود.

## اثرات جانبی
برخی از عوارض جانبی شناخته شده عبارتند از سردرد (۷٪ موارد)، سوزش و/یا سوزش چشم (۵٪)، تاری دید، خشکی چشم، احساس جسم خارجی، پرخونی، کراتیت، ادم پلک، خارش، آستنی، گلودرد (فارنژیت)، رینیت، سینوزیت، اشکال چشایی و استفراغ.

## فارماکولوژی

### فارماکودینامیک
اولوپاتادین به عنوان یک آنتاگونیست انتخابی گیرنده هیستامین H1 عمل می‌کند، بنابراین ماست‌سل‌ها را تثبیت می‌کند و آزاد شدن هیستامین را مهار می‌کند.

## سنتز

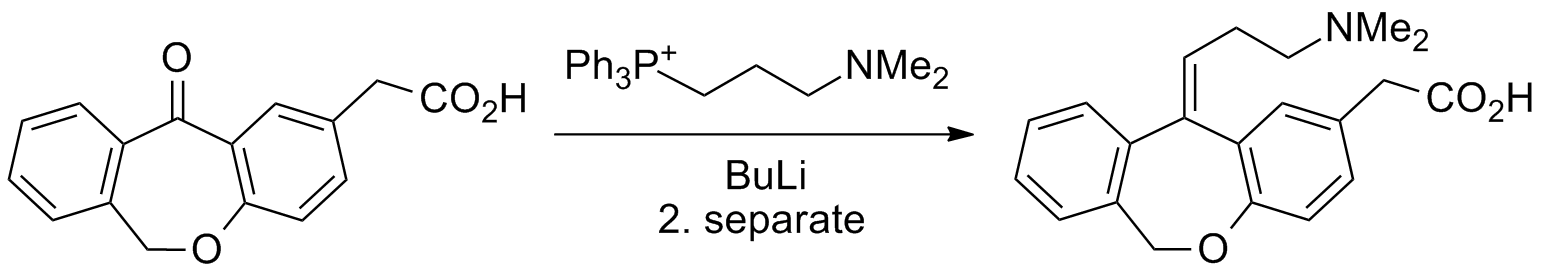
سنتز اولوپاتادین: